# Epilobium floridulum
Epilobium floridulum är en dunörtsväxtart som beskrevs av M. Smejkal. Epilobium floridulum ingår i släktet dunörter, och familjen dunörtsväxter. Inga underarter finns listade i Catalogue of Life.